# سيمونينو الترينتي

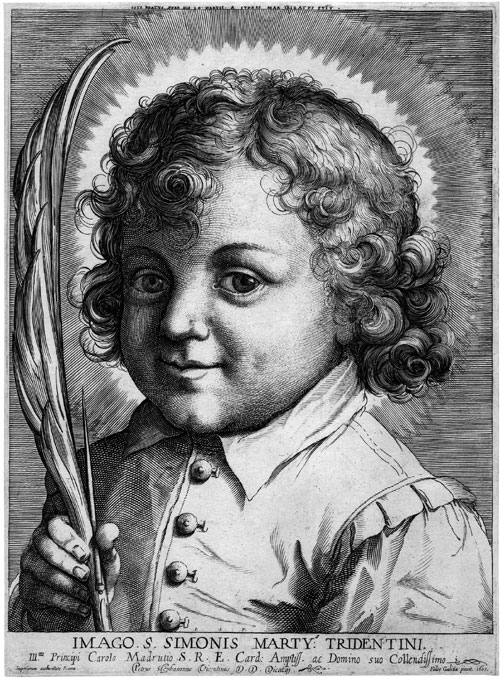
رسم لماسيمينو من القرن السابع عشر

سيمونينو الترينتي (بالإيطاليةSimonino di Trento، ويعرف تقليديا بالقديس سيمونينو San Simonino) طفل قـُتل خلال عيد الفصح في مدينو ترينتو الإيطالية لعام 1475 واتُّهم يهود المدينة بأنهم قتلوه واستخدموا دمه لتحضير خبز الفصح. أدت هذه الحادثة إلى اعتقال جميع يهود المدينة وإعدام عدد كبير منهم. كما انتشرت كذلك حملات ضد اليهود في مدن أوروبية أخرى.
قامت الكنيسة الكاثوليكية بإعلان سيمونينو الترينتي قديسا وشهيدا بالرغم من عدم وجود ادلة على استشهاده على يد اليهود. غير أنها عادت لاحقا وألغت هذا القرار سنة 1965.